# Trnjane (Negotin)
Trnjane (em cirílico:Трњане) é uma vila da Sérvia localizada no município de Negotin, pertencente ao distrito de Bor, nas regiões de Timočka Krajina e Negotinska Krajina. A sua população era de 479 habitantes segundo o censo de 2002.

## Demografia
| 1948  | 1953  | 1961 | 1971 | 1981 | 1991 | 2002 |
| ----- | ----- | ---- | ---- | ---- | ---- | ---- |
| 1 004 | 1 008 | 969  | 940  | 813  | 667  | 479  |